# Pyrofili
Pyrofili er en usædvanlig parafili, hvori den pyrofile opnår seksuel tilfredsstillelse fra ild eller ved at antænde ild. Pyrofili adskiller sig fra pyromani ved, at tilfredsstillelsen er seksuel.